# Symboles paralympiques

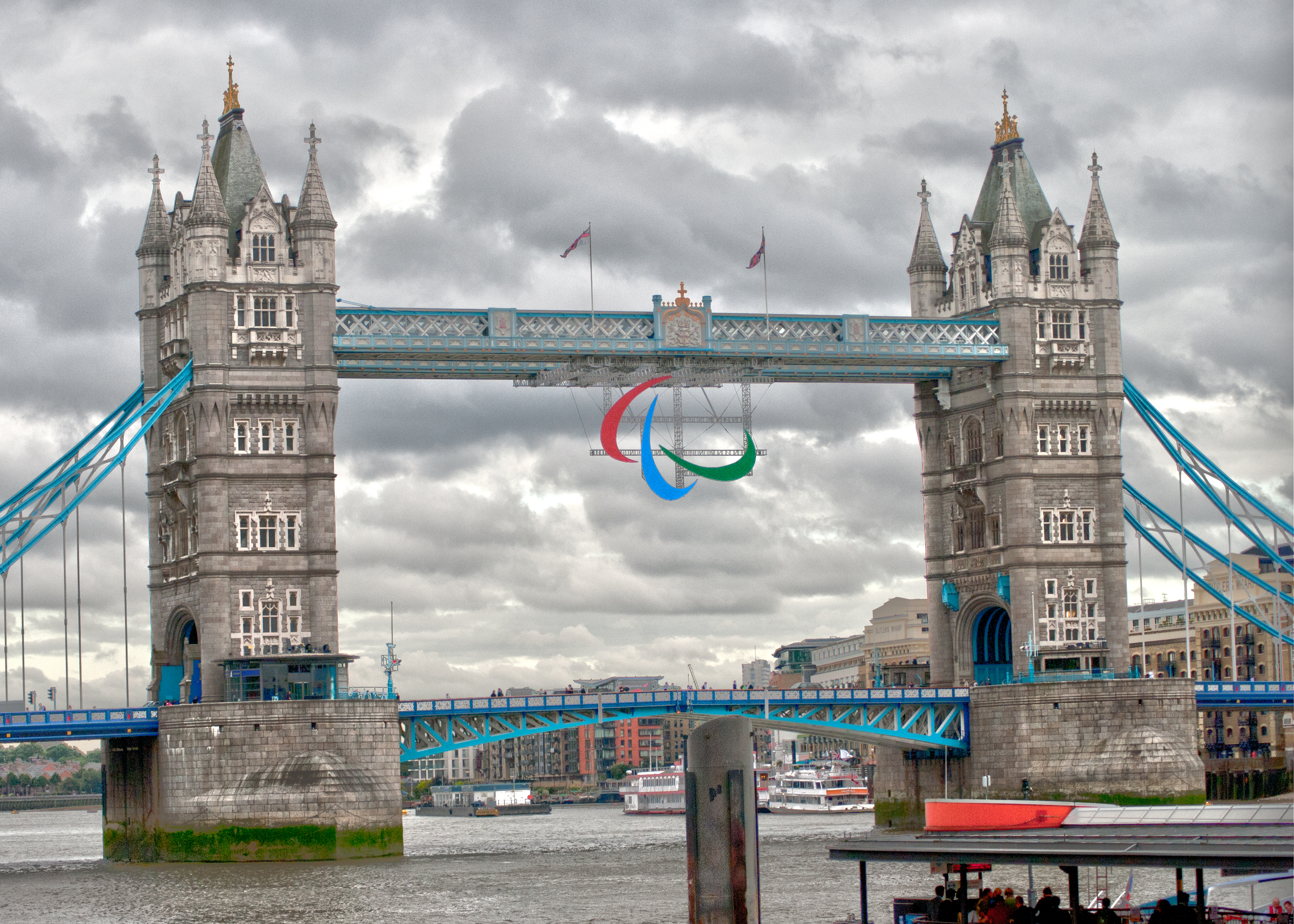
Le symbole paralympique sur Tower Bridge lors des Jeux paralympiques d'été de 2012.

Les symboles paralympiques sont l'ensemble des éléments utilisés par le Comité international paralympique afin de promouvoir les Jeux paralympiques.

## Symboles

### Symbole actuel

Symbole actuel des Jeux paralympiques depuis 2019.

Le symbole des Jeux paralympiques est composé de trois « agitos », respectivement rouge, bleu et vert, s'encerclant sur un fond blanc. Chaque agito (ce qui en latin signifie « je bouge / j'agite / je mets en mouvement quelque-chose ») symbolise le mouvement en formant ensemble une figure ressemblant à un croissant. Le symbole paralympique a été créé par l'agence publicitaire allemande Scholz & Friends. Il fut officiellement approuvé en avril 2003 et légèrement modifié en 2019.

### Drapeau
Le drapeau paralympique est composé de l'actuel symbole paralympique sur fond blanc. Comme pour le drapeau olympique, sa levée dans le stade paralympique durant la cérémonie d'ouverture donne lieu à un protocole précis. Après avoir été porté par huit personnes et sportifs illustres, originaires pour la plupart du pays hôte, il est levé sur sa hampe tandis que l'hymne paralympique est joué.

Drapeau paralympique.

### Anciens symboles
Le CIP a utilisé deux autres compositions avant la création du symbole actuel. Le premier logo reprend la forme générale du symbole olympique, à la différence près que les anneaux sont remplacés par cinq taegeuks, figure apparaissant sur le drapeau de la Corée du Sud, le symbole ayant été d'abord l'emblème des JP de Séoul 1988. Les couleurs et l'organisation des éléments étant similaire aux anneaux olympiques, le CIO demande au CIP de modifier son symbole, ce qu'il fera en 1994, avant d'adopter un nouveau symbole lors de la cérémonie de clôture des JP d'Athènes 2004. En 2019, le CIP ajuste son emblème en modifiant les couleurs et la forme des Agitos.

Le Taegeuk tel qu'il apparaît sur le drapeau sud-coréen.
Premier symbole des Jeux paralympiques de 1988 à 1994.
Second symbole des Jeux paralympiques de 1994 à 2004.
Troisième symbole des Jeux paralympiques de 2004 à 2019.

## Emblèmes
Les emblèmes paralympiques, que ce soit des Jeux d'été ou des Jeux d'hiver, sont différents des emblèmes olympiques et utilisent généralement une adaptation de ceux-ci. Pour Paris 2024, les emblèmes olympique et paralympique sont identiques à l'exception du symbole associé : anneaux olympiques pour le premier et Agitos pour le second.

### Jeux d'été

Rome 1960 ( Italie)
Tokyo 1964 ( Japon)
Tel Aviv 1968 ( Israël)
Heidelberg 1972 ( Allemagne)
Toronto 1976 ( Canada)
Arnhem 1980 ( Pays-Bas)
New York 1984 ( États-Unis)
Stoke Mandeville 1984 ( Royaume-Uni)
Séoul 1988 ( Corée du Sud)
Barcelone 1992 ( Espagne)
Atlanta 1996 ( États-Unis)
Sydney 2000 ( Australie)
Athènes 2004 ( Grèce)
Pékin 2008 ( Chine)
Londres 2012 ( Royaume-Uni)
Rio 2016 ( Brésil)
Tokyo 2020 ( Japon)
Paris 2024 ( France)
Los Angeles 2028 ( États-Unis)

### Jeux d'hiver

Örnsköldsvik 1976 ( Suède)
Geilo 1980 ( Norvège)
Innsbruck 1984 ( Autriche)
Innsbruck 1988 ( Autriche)
Tignes Albertville 1992 ( France)
Lillehammer 1994 ( Norvège)
Nagano 1998 ( Japon)
Salt Lake City 2002 ( États-Unis)
Turin 2006 ( Italie)
Vancouver 2010 ( Canada)
Sotchi 2014 ( Russie)
PyeongChang 2018 ( Corée du Sud)
Pékin 2022 ( Chine)
Milan-Cortina 2026 ( Italie)

## Serment
Comme le serment olympique, le serment paralympique est un élément clef de la partie protocolaire des cérémonies d'ouverture des Jeux. Après la levée du drapeau paralympique, un athlète, un entraîneur et un juge prêtent serment au nom de tous leur pairs prenant part aux compétitions en tant que compétiteur ou comme officiel. Tous trois sont de la nationalité du pays hôte. Le prêteur de serment lève la main droite et tient dans sa main un coin du drapeau paralympique. Il ou elle récite en même temps un texte défini dans lequel il jure de prendre part aux compétitions en respectant les règles antidopage, pour l'honneur de son sport et de son équipe et dans un esprit de fair play.
Le serment prononcé par l'athlète dans sa version anglaise et traduit librement en français est le suivant :
« In the name of all the competitors I promise that we shall take part in these Paralympic Games, respecting and abiding by the rules which govern them, committing ourselves to a sport without doping and without drugs, in the true spirit of sportsmanship for the glory of sport and the honour of our teams. »
« Au nom de tous les compétiteurs, je promets que nous allons prendre part à ces Jeux paralympiques en respectant et obéissant aux lois qui les gouvernent, nous engageant à pratiquer un sport sans dopage ni drogue, dans le véritable esprit sportif pour la gloire de notre sport et l'honneur de nos équipes. »
Le serment prononcé par le juge dans sa version anglaise et traduit librement en français est le suivant :
« In the name of all the judges and officials, I promise that we shall officiate in these Paralympic Games with complete impartiality, respecting and abiding by the rules which govern them, in the true spirit of sportsmanship. »
« Au nom de tous les juges et officiels, je promets que nous allons exercer nos fonctions durant ces Jeux paralympiques avec une complète impartialité, en respectant et obéissant aux lois qui les gouvernent dans le véritable esprit sportif. »
| Édition                        | Athlète                                     | Juge                                    | Entraîneur        |
| ------------------------------ | ------------------------------------------- | --------------------------------------- | ----------------- |
| Rome 1960                      | Franco Rossi Incertain                      | –                                       | –                 |
| Tokyo 1964                     | Shigeo Aono                                 | –                                       | –                 |
| Tel Aviv 1968                  | Zvi Ben-Zvi                                 | –                                       | –                 |
| Heidelberg 1972                | Marga Floer                                 | Inconnu                                 | –                 |
| Örnsköldsvik 1976              | Inconnu                                     | Inconnu                                 | –                 |
| Toronto 1976                   | Eugene Reimer                               | Inconnu                                 | –                 |
| Geilo 1980                     | Inconnu                                     | Inconnu                                 | –                 |
| Arnhem 1980                    | Irene Schmidt                               | Henk Boersbroek                         | –                 |
| Innsbruck 1984                 | Inconnu                                     | Inconnu                                 | –                 |
| Stoke Mandeville/New York 1984 | Ólavur Kongsbak (NY) John Harris (SM)       | Jack Abramson (NY) Ronald Nicholls (SM) | –                 |
| Innsbruck 1988                 | Inconnu                                     | Inconnu                                 | –                 |
| Séoul 1988                     | So-Boo Kim                                  | Inconnu                                 | –                 |
| Tignes - Albertville 1992      | Ludovic Rey-Robert                          | Inconnu                                 | –                 |
| Barcelone 1992                 | José Manuel Rodríguez Ibáñez                | Inconnu                                 | –                 |
| Lillehammer 1994               | Cato Zahl Pedersen                          | Inconnu                                 | –                 |
| Atlanta 1996                   | Trischa Zorn                                | Inconnu                                 | –                 |
| Nagano 1998                    | Ryuei Shinohe                               | Takashi Takano                          | –                 |
| Sydney 2000                    | Tracey Cross                                | Mary Longden                            | –                 |
| Salt Lake City 2002            | Sarah Billmeier                             | Inconnu                                 | –                 |
| Athènes 2004                   | Maria Kalpakidou                            | Vlassis Tamvakieras                     | –                 |
| Turin 2006                     | Fabrizio Zardini                            | Mauro Scanacapra                        | –                 |
| Pékin 2008                     | Wu Chunmiao                                 | Hao Guohua                              | –                 |
| Vancouver 2010,                | Herve Lord                                  | Linda Kirton                            | –                 |
| Londres 2012                   | Liz Johnson                                 | Richard Allcroft                        | David Hunter      |
| Sotchi 2014                    | Valery Redkozubov                           | Elena Mokerova                          | Alexander Nazarov |
| Rio 2016                       | Phellipe Rodrigues                          | Raquel Daffre                           | Amaury Veríssimo  |
| Pyeongchang 2018               |                                             |                                         |                   |
| Tokyo 2020                     |                                             |                                         |                   |
| Pékin 2022                     |                                             |                                         |                   |
| Paris 2024                     | Sandrine Martinet-Aurières Arnaud Assoumani |                                         |                   |

## Hymne
L'hymne paralympique est une création du compositeur français Thierry Darnis commandée par l'IPC en 1996. Il s'intitule Hymne de l’avenir, traduit par Anthem of the Future en anglais, langue officielle du Comité international paralympique. Il est notamment joué durant la montée du drapeau paralympique pendant la cérémonie d'ouverture des Jeux,.
Le chanteur de country australien Graeme Connors (en) écrit des paroles pour cet hymne en 2001.

## Mascotte
La mascotte paralympique est une mascotte symbolisant une édition particulière des Jeux paralympiques et plus généralement l'esprit des Jeux paralympiques. À l'instar des mascottes olympiques, elle se présente sous les traits d'un animal caractéristique du pays hôte, d'un humain ou même d'une créature imaginaire. La mascotte paralympique est créée en vue d'être le reflet et l'ambassadrice du pays et de la ville qui accueillent les Jeux paralympiques.
Depuis les Jeux paralympiques d'été de 1980, chaque édition des Jeux paralympiques s'est dotée d'une ou plusieurs mascotte.